# Shirley Bassey
Shirley Bassey   (Cardiff, 8 de gener de 1937) és una cantant britànica, coneguda mundialment per ser la cantant dels temes principals de tres pel·lícules de James Bond (Goldfinger, Moonraker i Diamants per a l'eternitat).

## Biografia
Va néixer a Tiger Bay, un barri de Cardiff, Gal·les al 1937, la setena filla del matrimoni d'un pescador d'origen nigerià i una jove anglesa de Yorkshire.
Als quinze anys va deixar l'escola per anar a treballar d'empaquetadora a una fàbrica local. Al mateix temps, treballava en clubs i pubs per guanyar-se alguns diners extra. El 1953 va signar un contracte per protagonitzar un musical sobre la vida d'Al Jolson. El mateix any, i amb només setze anys, va tenir la seva primera filla, Sharon, motiu pel qual va haver d'abandonar el món de la música per cuidar-la. Dos anys després, al 1955,va tornar-hi per protagonitzar el musical d'Al Read "Such Is Life". A partir de llavors la seva carrera va anar ascendint de forma imparable amb continus èxits a les llistes de singles britàniques.
En reconeixement de tota la seva carrera i donada l'especial predilecció que en tenia la família reial, fou nomenada Dama Comendadora de l'Imperi Britànic el 31 de desembre de 1999, pel que té el tracte de Dame. També va rebre la Legió d'Honor del govern francès.

## Vida privada
Ha estat casada dos cops, el primer amb Kenneth Hume del 1961 fins al 1965. El 1968 es va tornar a casar, aquest cop amb Sergio Novak, amb qui va tenir la seva filla Samantha. Es van divorciar el 1977.
El 1985, la seva filla Samantha es va suïcidar penjant-se al pont de Clifton a Bristol; la seva mare sempre ha defensat que la seva filla no es va suïcidar.

## Discografia selecta

### Àlbums
- Bewitching Miss Bassey

- Fabulous Shirley Bassey (#12 1961)
- Shirley (#9 1961)
- Shirley Bassey (#14 1962)
- Let's Face The Music (#12 1962)
- Shirley Bassey At The Pigalle (#15 1965)

- I've Got A Song For You (#26 1966)
- 12 Of Those Songs (#38 1968)
- This Is My Life(1968)
- La Vita - This Is My Life (1968 / només a Itàlia)
- Golden Hits Of Shirley Bassey (#28 1968)
- Live At Talk Of The Town (#38 1970)
- Something (#5 1970)
- Something Else (#7 1971)
- Big Spender (#27 1971)
- It's Magic (#32 1971)
- The Fabulous Shirley Bassey (#48 1971)
- What Now My Love (#17 1971)
- The Shirley Bassey Collection (#37 1972)
- And I Love You So(#24 1972)
- I Capricorn (#13 1972)
- Never Never Never (#10 1973)
- Nobody Does It Like Me (1974)
- The Shirley Bassey Singles Album (#2 1975)
- Good Bad But Beautiful (#13 1975)
- Love Life and Feelings (#13 1976)
- Thoughts Of Love (#15 1976)
- You Take My Heart Away (#34 1977)
- 25th Anniversary Album (#3 1978)
- The Magic Is You (#40 1978)
- What I Did For Love (1979)
- Love Songs (#48 1982)
- I Am What I Am (#25 1984)
- La Mujer (1987)
- Keep The Music Playing (#25 1991)
- The Best Of Shirley Bassey (#27 1992)
- Sings Andrew Lloyd Webber (#34 1993)
- Sings The Movies (#24 1995)
- The Show Must Go On (#47 1996)
- The Birthday Concert (1997)
- The Remix Album: Diamonds Are Forever (#62 2000)
- The Greatest Hits- This Is My Life (#54 2000)
- Thank You For The Years (#19 2003)
- The Columbia/EMI Singles Collection (2006)

### Senzills
- "Banana Boat Song" (#8 1957)
- "Fire Down Below" (#30 1957)
- "You, You Romeo" (#29 1957)
- "Kiss Me, Honey Honey, Kiss Me" (#3 1958)
- "As I Love You" (1959) (Primer número u)
- "With These Hands" (#31 1960)
- "As Long As He Needs Me" (1960) (Número 2, durant 30 setmanes a la llista de popularidat)
- "Reach For The Stars" / "Climb Ev'ry Mountain (1961) (segon número u)
- "I'll Get By" (#10 1961)
- "Tonight" (#21 1962)
- "Ave Maria" (#31 1962)
- "Far Away (#24 1962)
- "What Now My Love" (# 5 1962)
- "What Kind Of Fool Am I" (#47 1963)
- "I (Who Have Nothing)" (#6 1963)
- "My Special Dream" (#32 1964)
- "Gone" (#36 1964)
- "Goldfinger" (#21 1964) (Canció titular de la pel·lícula homònima)
- "No Regrets" (#39 1965)
- "Big Spender" (#21 1967)
- "Something" (#4 1970) (empatà amb The Beatles original en la posició 4)
- "The Fool On The Hill" (#48 1971)
- "Diamonds Are Forever" (#38 1972) (Tema principal de la pel·lícula homònima)
- "Where Do I Begin (Love Story)" (#34 1971) (Tema usat a la sèrie Nip/Tuck)
- "For All We Know" (#6 1972)
- "Never Never Never" (#8 1973)
- "The Rhythm Divine" (#54 1987) (Yello presentant a Shirley Bassey)
- "Disco" La Passione" (#41 1996) (Duet amb Chris Rea)
- "History Repeating" (#19 1997) (Apareix a la banda sonora de There's Something About Mary)
- "World in Union" (#35 1999) (Cançó oficial de la Copa del Mon de Rugbi) - amb Bryn Terfel
- "The Living Tree" (2007)